# Dischidodactylus colonnelloi
Dischidodactylus colonnelloi és una espècie d'amfibi que viu a Veneçuela.